# Very-large-scale integration
Very-large-scale integration (VLSI) je v elektronice název jedné z generací technologie výroby polovodičových integrovaných obvodů s velmi vysokou mírou integrace. Označení definuje míru integrace polovodičových prvků na jednom čipu (tj. počet prvků/tranzistorů na malé polovodičové destičce uvnitř integrovaného obvodu – tzv. die). Velké procento současných polovodičových obvodů je právě VLSI. Nejčastěji jsou to jednodušší mikroprocesory. Například Atmel AT89C2051 s malou pamětí a malým počtem vstupně/výstupních bran. Předchůdcem VLSI byla generace LSI (large-scale integration).